# Острів мертвих (роман)
«Острів мертвих» (англ. Isle of the Dead) — роман американського письменника Роджера Желязни, що вийшов у 1969 році. У цьому ж році номінований на премію Неб'юла за кращий роман, у 1972 році отримав французьку премію Аполло.
Назва роману відсилає до однойменної картини швейцарського живописця Арнольда Бекліна. Головний герой, Френк Сандау, присутній також в романі «Померти в Італбарі» як другорядний персонаж, об'єднуючи таким чином ці два романи в невеликий цикл.

## Сюжет
Головний герой — мультимільярдер і світоформіст Френк Сандау (англ. Francis Sandow), землянин, народжений у XX столітті. До нього останнім часом стали надходити фотографії його близьких друзів і ворогів, які померли сотні років тому. До того ж вкрали його колишню кохану Рут. Все це зробив заклятий ворог Френка Ґрін-Ґрін, про існування якого Френк дізнався лише напередодні. Він вимагає, щоб Френк прибув на Острів Мертвих на планеті Ілірія, де їм належить битися. Однак поєдинок з Ґрін-Ґріном не відбувся через те, що один з оживлених ворогів Френка, Майк Шендон, мало не вбив самого Ґрін-Ґріна. Тому Ґрін-Ґрін несподівано перейшов на бік Френка Сандау, свого колишнього супротивника. Френку вдалося вбити Шендона, але в ході битви були знищені і його оживлені друзі, і Ґрін-Ґрін.

## Опис майбутнього в романі
Далеке майбутнє. 32-е століття. Люди освоїли інші планети, здійснили технологічний прорив, всюди присутні роботи й іншопланетяни.
Узаконена проституція, і головний герой — мільярдер — навіть укладав з однією з повій (Лізою) довгострокові контракти. Стало можливим воскресіння людей. На Землі після смерті людини залишаються зразки її тканин (для відновлення тіла) і «відтворювальна стрічка» (на ній записані всі думки й переживання — для відновлення пам'яті й особистості). Однак воскресіння людей практично ніколи не практикується.
Стало цілком можливим створення штучних планет. Причому це цілком можуть дозволити особливі люди — світоформісти, і при цьому весь живий світ на цій планеті буде підкорятися мисленнєвим командам господаря. Практично немає воєн і шпигунства.